# Albero del Ténéré
L'albero del Ténéré (in francese arbre du Ténéré) era un esemplare di Acacia tortilis subsp. raddiana che si ergeva solitario nel deserto del Ténéré e veniva considerato l'albero più isolato al mondo, dal momento che non ce n'erano altri nel raggio di alcune centinaia di chilometri tutt'intorno. Costituiva un punto di riferimento per le carovane di cammelli che attraversavano questo deserto, nel nordovest del Niger, a tal punto che era l'unico albero a essere segnalato su di una cartina in scala 1:4.000.000.

## Storia

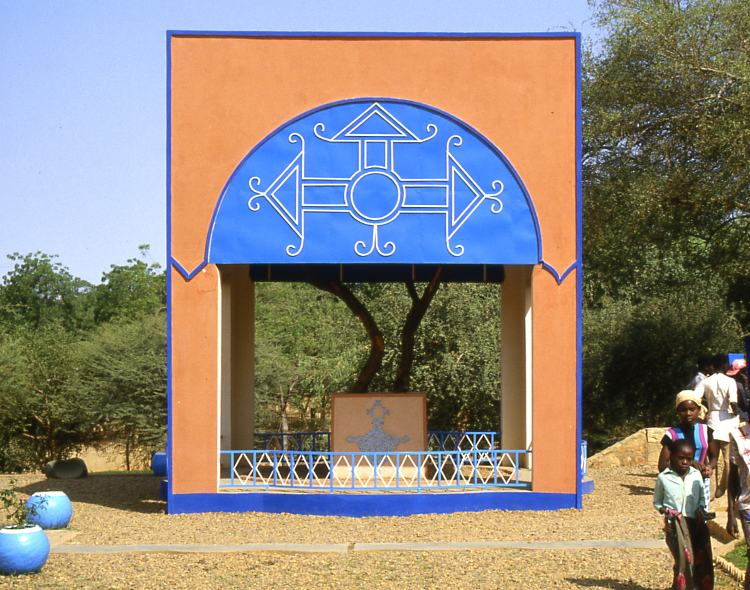
L'albero del Ténéré conservato nel museo di Niamey.

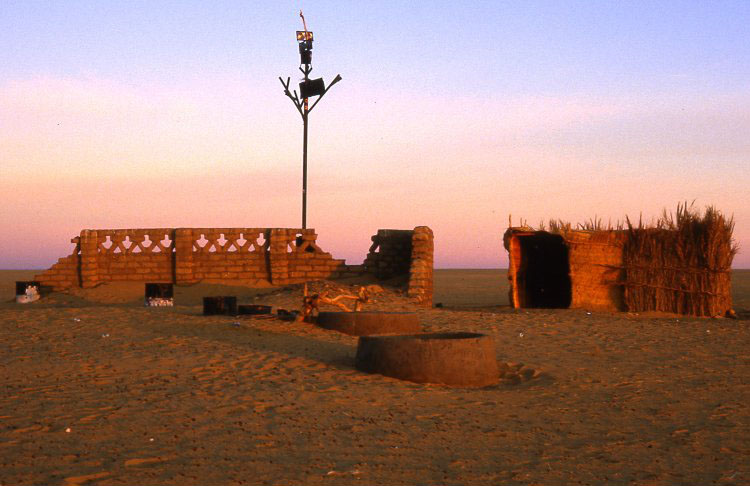
Il monumento in metallo posto nel luogo in cui si ergeva l'albero.

Si trattava di un albero di piccole dimensioni, alto appena tre metri, ultimo sopravvissuto di un gruppo cresciuto quando il deserto era meno arido di oggi. L'albero rimase in piedi, solitario, per molti decenni. Durante l'inverno del 1938-1939, scavando un pozzo in prossimità dell'albero si ebbe modo di scoprire che le radici raggiungevano una falda freatica nel sottosuolo profonda 33-36 metri.
Il comandante degli Affaires Militaires Musulmanes, Michel Lesourd del Service central des affaires sahariennes, vide l'albero il 21 maggio 1939:
Nel 1973 l'albero venne investito e abbattuto da un camionista libico - a quanto si dice - ubriaco. L'8 novembre 1973 l'albero morto venne trasferito al Museo Nazionale del Niger nella capitale Niamey. Nel luogo ove esso si ergeva è stata in seguito collocata una scultura metallica che simboleggia un albero.
Per la verità non si trattava del primo scontro che l'albero subiva a opera di un camion. Nel suo libro L'épopée du Ténéré, l'etnologo e esploratore francese Henri Lhote descrisse i suoi due viaggi fino all'albero del Ténéré. La sua prima visita avvenne nel 1934 in occasione del primo collegamento automobilistico fra Djanet e Agadez. Egli descrive l'albero come «un'acacia con un tronco in stato degenerativo, dall'aspetto malato, malsano. Ciononostante l'albero ha delle belle foglie verdi, ed alcuni fiori gialli».
Tornò poi a visitarlo venticinque anni dopo, il 26 novembre 1959, con la missione Berliet-Ténéré, ma lo trovò malamente danneggiato dopo che un veicolo aveva avuto una collisione con esso:
Nel 1974 il Niger emise un francobollo da 50 franchi con raffigurato l'albero del Ténéré per commemorarne il primo anniversario dell'abbattimento.